# Caníbal
Caníbal è un film del 2013 diretto da Manuel Martín Cuenca.

## Trama
Granada. Carlos (Antonio de la Torre) è un sarto pacato che nasconde una doppia vita segreta come serial killer. Insegue le sue prede con attenzione e le rapisce portandole in una baita di montagna in una località remota. Qui le macella e porta una parte della carne a casa per nutrirsene con calma. A parte ciò la vita di Carlos scorre senza eventi di rilievo finché non incontra la bella Alexandra (Olimpia Melinte) che cerca di dare vita ad una relazione con lui. Poco dopo Alexandra scompare e Carlos è contattato dalla sorella gemella di Alexandra, Nina (anch'essa interpretata dalla Melinte). Ella crede che Alexandra sia scappata dopo aver rubato soldi dei loro genitori. Carlos si offre di aiutare Nina in un modo che la fa insospettire, ma decide di rimanere con lui perché il violento fidanzato di Alexandra la preoccupa. Carlos inizia a sentirsi attratto da Nina e alla fine si offre di portarla nella sua baita isolata dove ha pianificato di drogarla e di ucciderla, ma si scopre incapace del compito. Carlos a questo punto cerca di confessarle che ha ucciso non solo la sorella di Nina, ma anche numerose altre donne e stava per uccidere anche lei. La donna si rifiuta di credergli, ma mentre stanno scendendo dalla montagna in auto lei provoca di proposito un incidente per porre fine alle loro vite.

## Accoglienza

### Risposta critica
La ricezione critica di Cannibal è stata mista con tendenze favorevoli. Attualmente, il film ha un tasso di approvazione del 67% su Rotten Tomatoes, basato su 15 recensioni, con una valutazione media di 6.1/10. Metacritic ha assegnato al film un punteggio medio ponderato di 69 su 100, basato su 6 critici, indicando "recensioni generalmente favorevoli".
Variety ha espresso una recensione favorevole per Cannibal, affermando: "Girato in modo sontuoso in riprese lunghe accuratamente composte, il film mantiene saldamente la sua brutalità fuori schermo e, data la sua andatura glaciale e l'assenza di sensazionalismo esplicito, si colloca sicuramente come un'opera di nicchia — e di nicchia esclusiva, per giunta. Tuttavia, il pubblico degli arthouse sofisticato potrebbe apprezzarlo enormemente."

## Premi
Nel settembre 2014, il film ha vinto il Meliès d’Argent come miglior film fantastico europeo al Festival Europeo del Film Fantastico di Strasburgo.